# Фонтана Мандрини (Фрозиноне)
Фонтана Мандрини је насеље у Италији у округу Фрозиноне, региону Лацио.
Према процени из 2011. у насељу је живело 91 становника. Насеље се налази на надморској висини од 188 м.